# Ambedkar-Stadion
Das Ambedkar-Stadion ist ein Mehrzweckstadion in Delhi in Indien. Das 20.000 Zuschauer fassende Stadion wird meist für Fußballveranstaltungen genutzt.
Das nach dem Politiker Bhimrao Ramji Ambedkar benannte Stadion ist die Heimstätte des Fußball-Zweitligisten New Delhi Heroes FC und außerdem ein Ausweichstadion für die erste Indische Fußballliga. Weiterhin finden hier auch Fußballwettbewerbe wie der Durand Cup statt.
Auch die Nationalmannschaft Indiens trägt Länderspiele im Ambedkar-Stadion aus. Nach Umbauarbeiten im Jahr 2007 war das Stadion im August desselben Jahres Gastgeber des Nehru-Cups. Im Finale des Wettbewerbs bezwang Indien die Mannschaft aus Syrien mit 1:0 und gewann das Turnier. Nachdem die Originalstätte in Hyderabad unbespielbar geworden war, wurden das Finale und das Spiel um Platz drei des AFC Challenge Cups 2008 in das Delhier Stadion verlegt. Gastgeber Indien bezwang vor 10.000 Zuschauern Tadschikistan mit 4:1 und gewann den Titel. 2009 war es erneut Gastgeber des Nehru-Cups. Indien besiegte in der Neuauflage des Finales von 2007 Syrien im Elfmeterschießen.